# Rietveld (Molenlanden)
Pour les articles homonymes, voir Rietveld.
Rietveld est un hameau qui fait partie de la commune de Molenlanden dans la province néerlandaise de Hollande-Méridionale.